# Juan Thornhill
Juan Thornhill (Altavista, 19 ottobre 1995) è un giocatore di football americano statunitense che milita nel ruolo di safety per i Cleveland Browns della National Football League (NFL).

## Carriera universitaria
Thornhill al college giocò a football con i Virginia Cavaliers dal 2015 al 2018. Nell'ultima stagione fu inserito nella formazione ideale della Atlantic Coast Conference.

## Carriera professionistica

### Kansas City Chiefs
Thornhill fu scelto nel corso del secondo giro (63º assoluto) del Draft NFL 2019 dai Kansas City Chiefs. Debuttò come professionista partendo come titolare nella gara del primo turno contro i Jacksonville Jaguars mettendo a segno 8 tackle. Il primo intercetto in carriera lo fece registrare nel sesto turno su Deshaun Watson degli Houston Texans. La sua prima stagione si chiuse con 58 tackle e 3 intercetti, disputando tutte le 16 partite come titolare e venendo inserito nella formazione ideale dei rookie della Pro Football Writers Association.
Il 12 febbraio 2023, nel Super Bowl LVII vinto contro i Philadelphia Eagles per 38-35, Thornhill mise a segno 5 tackle e un passaggio deviato, conquistando il suo secondo titolo.

### Cleveland Browns
Il 15 marzo 2023 Thornhill firmó con i Cleveland Browns.

## Palmarès

### Franchigia
- Super Bowl : 2

Kansas City Chiefs: LIV, LVII
- American Football Conference Championship: 3

Kansas City Chiefs: 2019, 2020, 2022

### Individuale
- PFWA All-Rookie Team - 2019